# Liebfrauenkirche (Meßkirch)

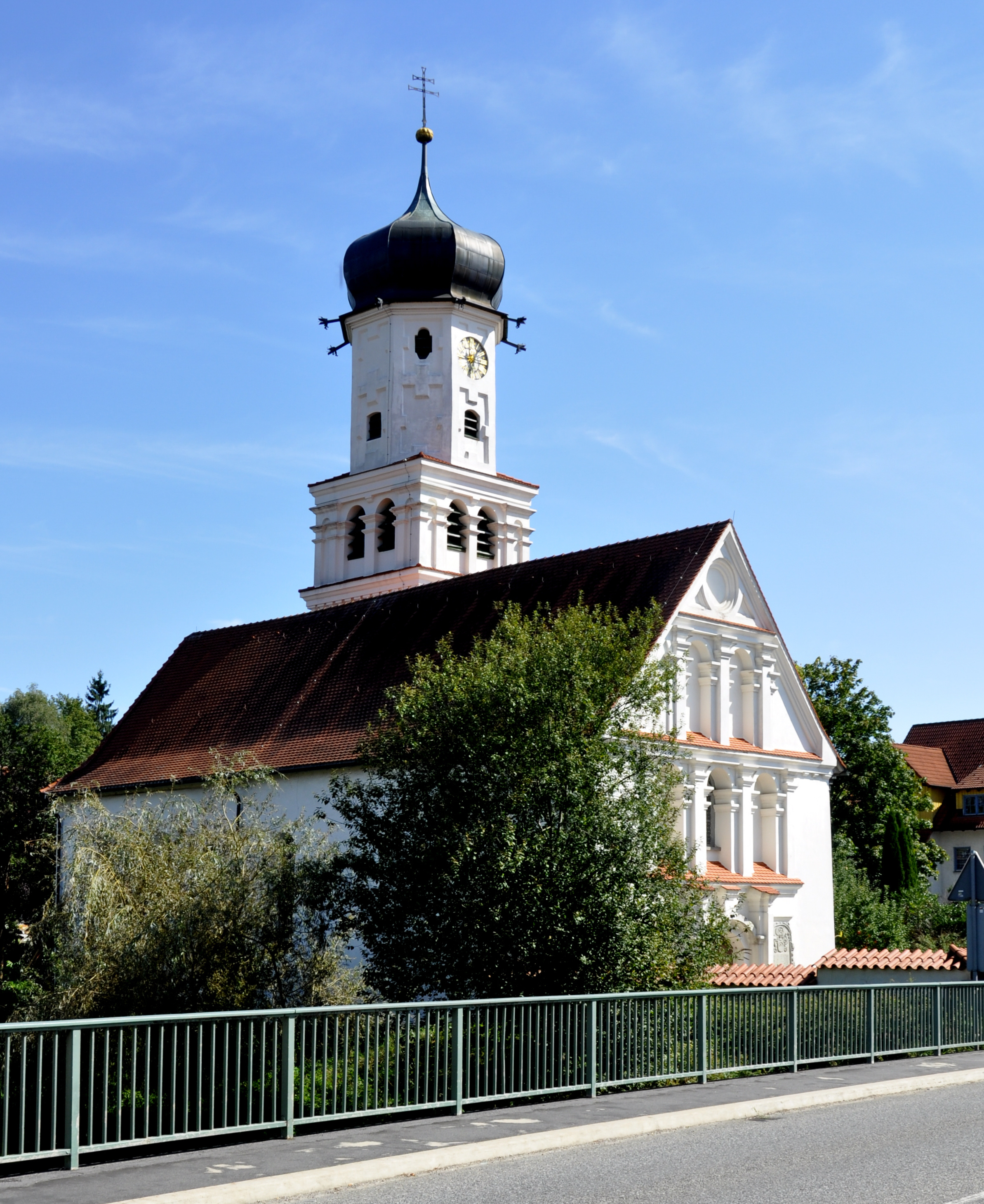
Liebfrauenkirche in Meßkirch

Die Liebfrauenkirche steht in Meßkirch, einer Kleinstadt im Landkreis Sigmaringen in Baden-Württemberg. Sie wurde 1895 der Alt-Katholischen Kirche in Deutschland übergeben. Das Bauwerk ist beim Landesamt für Denkmalpflege Baden-Württemberg als Baudenkmal eingetragen.

## Beschreibung
Die im Kern gotische Saalkirche wurde 1576 im Stil der Renaissance umgestaltet. Sie besteht aus einem Langhaus, einem eingezogenen, dreiseitig geschlossenen Chor im Nordosten und einem Chorflankenturm auf quadratischem Grundriss an dessen Südostwand, der 1676 mit einem achteckigen Geschoss aufgestockt wurde, das die Turmuhr und den Glockenstuhl für drei Kirchenglocken beherbergt und mit einer Zwiebelhaube bedeckt ist.
Der Innenraum des Langhauses ist mit einer Flachdecke überspannt. Die Statuen des heiligen Sebastian, des heiligen Rochus und des heiligen Nikolaus werden der Werkstatt von Niklaus Weckmann zugeschrieben. Die Orgel auf der Empore wurde 1905 als Opus 132 von Wilhelm Schwarz & Sohn gebaut.